# Lozovo
Lozovo (Macedonisch: Лозово) is een gemeente in Noord-Macedonië.
Lozovo telt 2858 inwoners (2002). De oppervlakte bedraagt 166,32 km², de bevolkingsdichtheid is 17,2 inwoners per km².